# Aire de lancement Gagarine

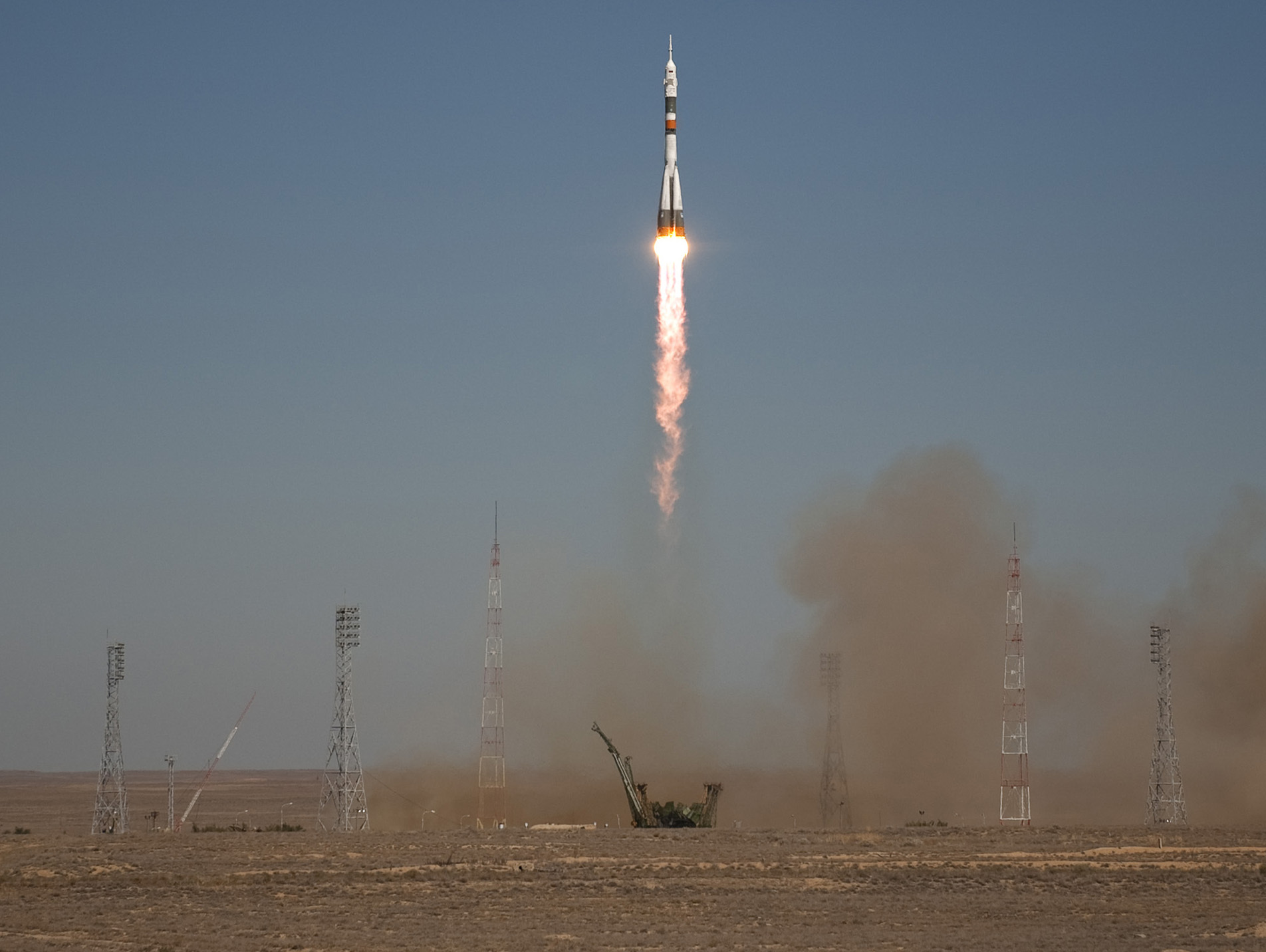
Partant de l'aire de lancement Gagarine, la mission Soyouz TMA-16 est en route pour la Station spatiale internationale, en 2009.

L'aire de lancement Gagarine (en russe : Гагаринский старт, Gagarinski start), mieux connue sous le nom Gagarin's Start ou LC-1, est une aire de lancement au cosmodrome de Baïkonour au Kazakhstan. Il a été utilisé pour le programme spatial de la Russie et est désormais géré par Roscosmos.
Elle a été utilisée pour le lancement du premier vol spatial habité au monde, Vostok 1 avec Youri Gagarine, en 1961.

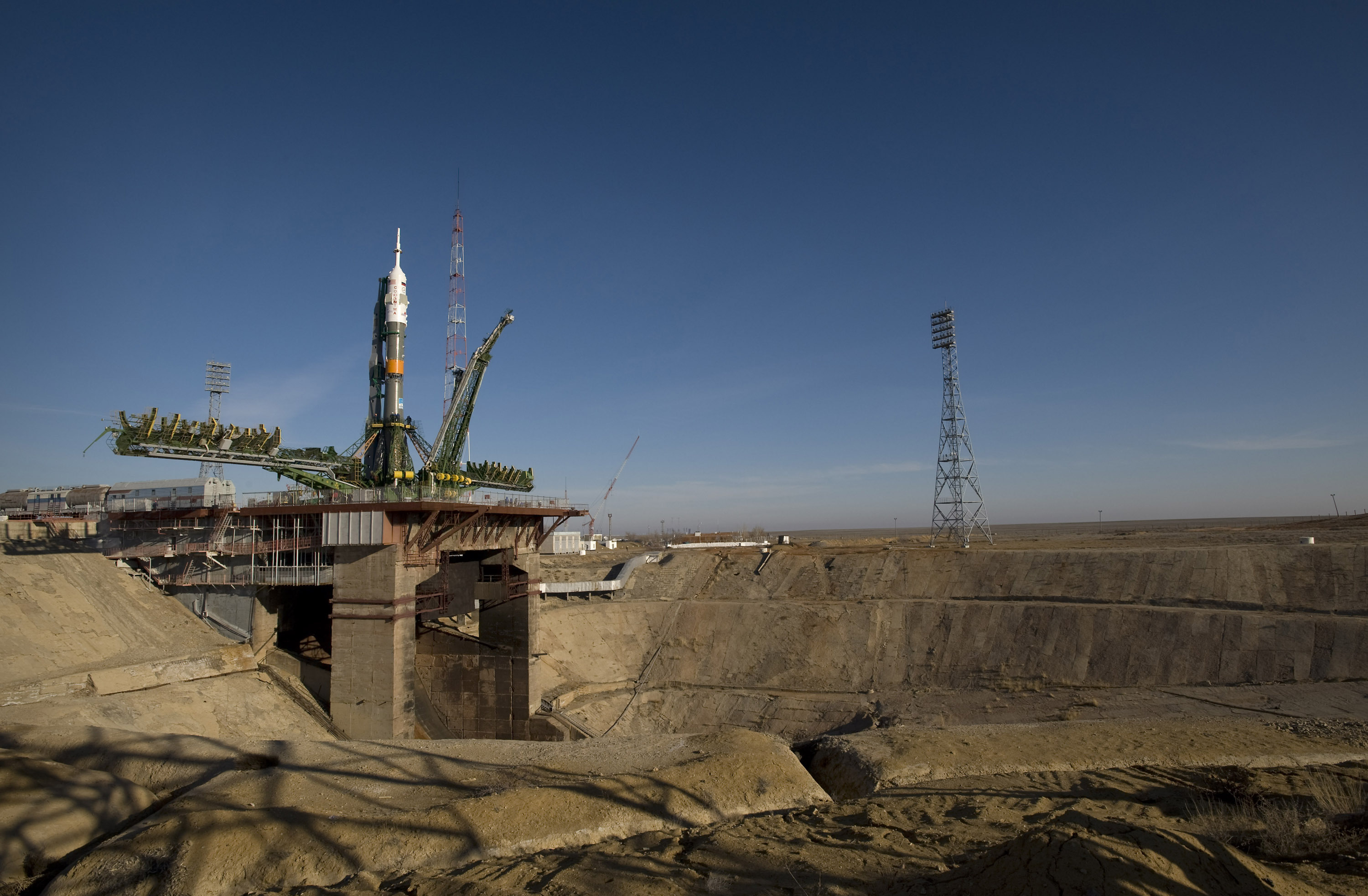
La fosse de l'aire de lancement.